# Edmund Kupiecki
Edmund Kupiecki (ur. 28 października 1858 w Warszawie, zm. 1918 w Mińsku) – polski aktor i reżyser teatralny, dyrektor teatrów prowincjonalnych.

## Kariera aktorska
Występował w zespołach teatrów prowincjonalnych: Władysława Krzyżanowskiego (sez. 1877/1878), Bolesława Kremskiego i Hipolita Wójcickiego (1880), Henryka Krauzego (1881), Karola Kremskiego (1881-1883), Juliana Myszkowskiego (1883), Kazimierza Królikowskiego (1884), Maurycego Kisielnickiego (1886), Józefa Puchniewskiego (1887-1889), Kazimierza i Stanisława Sarnowskich (1889), Aleksandra Łaskiego (1890-1891), Ludwika Czystogórskiego (1893-1895), Bolesława Mareckiego (1895), Czesława Teofila Janowskiego (1895-1899), Henryka Morozowicza (1905) i Karola Hoffmana (1909) oraz w warszawskich teatrach ogródkowych: "Arkadia", "Eldorado", "Belle Vue", "Alhambra" i "Wodewil".W latach 1892–1892 grał w Rosji w zespole Łucjana Kościeleckiego. W sez. 1899/1900 oraz być może także 1905/1906 występował w teatrze poznańskim. Wystąpił m.in. w rolach: Podbipięty (Ogniem i mieczem), Ursusa (Quo vadis), Kokoszkiewicza (Jestem zabójcą), Jenialkiewicza (Wielki człowiek do małych interesów), Damazego (Pan Damazy), Kalba (Intryga i miłość), Fafuły (Podróż po Warszawie) i Księcia de Bouillon (Adrianna Lecouvreur).

## Kariera reżyserska
Reżyserował niektóre sztuki jako członek zespołu prowincjonalnego Czesława Teofila Janowskiego w latach 1895-1899. W 1906 r. reżyserował w Teatrze Lutnia w Wilnie, a w 1908 - przedstawienia amatorskie w Białymstoku.

## Zarządzanie zespołami teatralnymi
W styczniu i lutym 1886 r. prowadził samodzielnie zespół teatralny w Łowiczu. Ponownie założył własny zespół jesienią 1900 r. i do 1904 r. występował z nim w Łomży, Suwałkach, Mariampolu, Częstochowie, Piotrkowie i Kielcach. Założył własny zespół, z którym występował jeszcze w tym roku w Łomży i Suwałkach, w 1901 w Mariampolu (marzec), Częstochowie (od 6 VI i w lipcu), Łomży (wrzesień), Suwałkach i Piotrkowie (grudzień), w 1902 znów w Częstochowie (kwiecień), Łomży i Suwałkach, a w 1903 w Piotrkowie. 

## Życie prywatne
Jego pierwszą żoną była aktorka Józefa Kupiecka (nazwisko rodowe nieznane), a drugą również aktorka i śpiewaczka Maria Święcka. Został rozstrzelany za ukrywanie rannego polskiego żołnierza.